# Fodor Sándor (politikus)
Fodor Sándor (Balatonbozsok, 1944. április 1. –) magyar agrármérnök, politikus, országgyűlési képviselő (MSZP).

## Életpályája

### Iskolái
Az általános iskolát Balatonbozsokon és Enyingen, a középiskolát Székesfehérváron járta ki; 1962-ben érettségizett a József Attila Gimnáziumban. 1962–1964 között a székesfehérvári Felsőfokú Mezőgazdasági Technikumban tanult. 1969–1975 között a Keszthelyi Agrártudományi Egyetem mosonmagyaróvári karán, levelező tagozaton agrármérnöki diplomát szerzett.

### Pályafutása
1964–1978 között az enyingi Vörös Hajnal Mezőgazdasági TSZ-ben gyakornok, brigádvezető és gépesítési agronómus volt. 1965–1966 között Börgöndön a légvédelmi tüzéreknél letöltötte sorkatonai szolgálatát. 1978-tól a mezőszentgyörgyi Alkotmány Mezőgazdasági TSZ. elnöke. 1989–1994 között a TSZ-ek Területi Szövetségének Fejér megyei elnöke volt. 1990-től részt vesz az Evolite Rákkutatási Alapítvány munkájában. 1993-tól az Enyingi Mezőszöv Rt. felügyelõbizottsági tagja. 1994-től a Harkály Hotel Agro Rt. igazgatósági tagja. 1995–1999 között a Mezőgazdasági Szövetkezők és Termelők Országos Szövetségének alelnöke volt.

### Politikai pályafutása
1968–1989 között az MSZMP tagja volt. 1974-ben alapszervezeti titkár volt. 1980–1990 között a lepsény-mezőszentgyörgyi nagyközségi közös tanács tagja volt. 1985–1990 között, valamint 1994–2002 között országgyűlési képviselő (1985–1990: Enying, 1994–1998: Fejér megye) volt. 1989 óta az MSZP tagja. 1989–1990 között az MSZP országos választmányi tagja volt. 1990-ben országgyűlési képviselőjelölt volt. 1994–1998 között a Mezőgazdasági bizottság tagja volt. 1998–2002 között a Környezetvédelmi bizottság tagja volt. 2000–2002 között a Területfejlesztési bizottság tagja volt.

## Családja
Szülei: Fodor Sándor (1915–1988) és Szokó Mária (1920-?) voltak. 1968-ban házasságot kötött Pavelka Erzsébettel. Két gyermekük született: Ágnes (1970) és Balázs (1975).

## Díjai
- a Munka Érdemrend arany fokozat (1981)
- Szövetkezeti Emlékérem (1994)[2]